# Große Synagoge (Butschatsch)

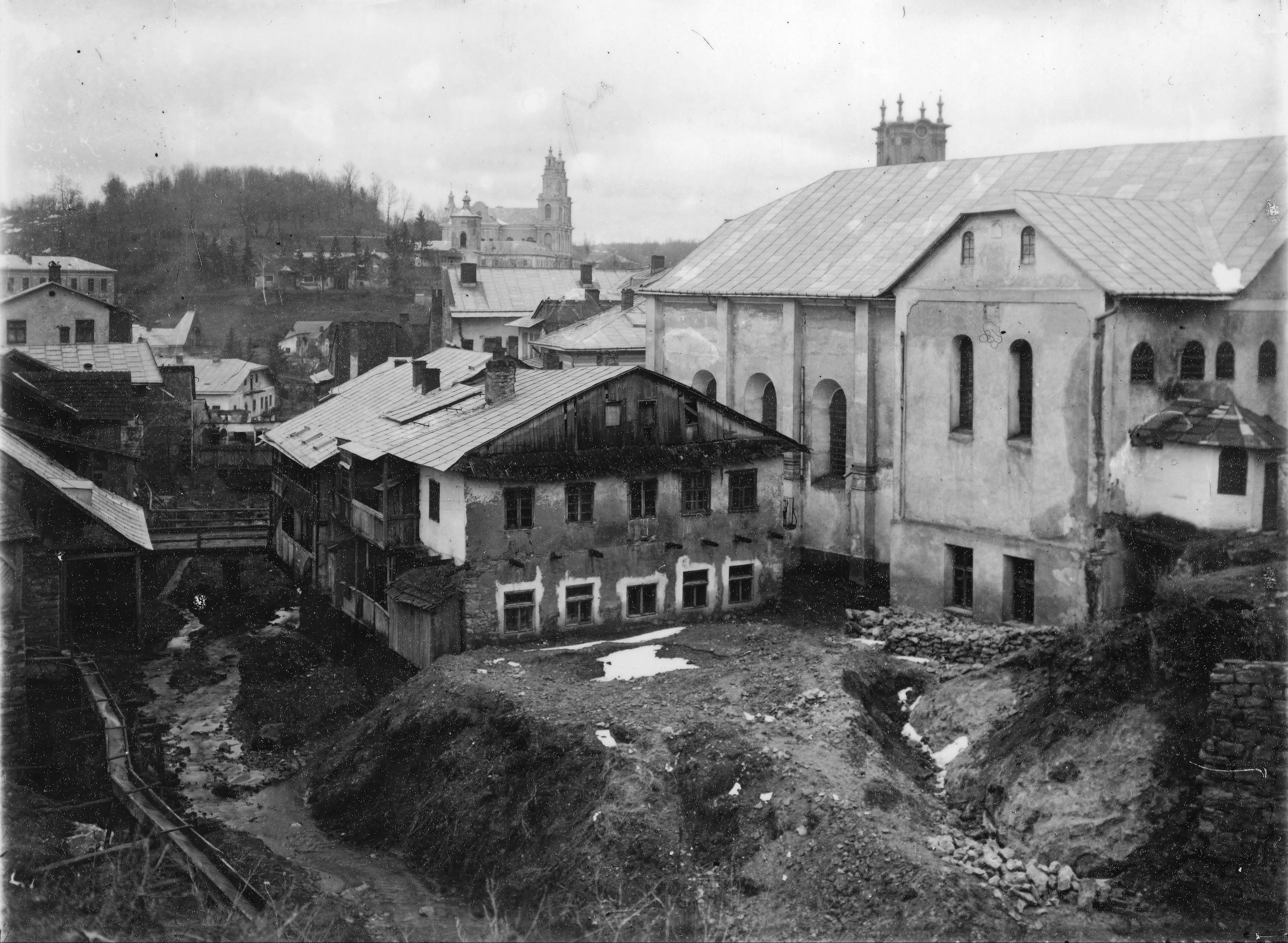
Postkarte mit der Synagoge in Butschatsch (um 1900), rechte Seite

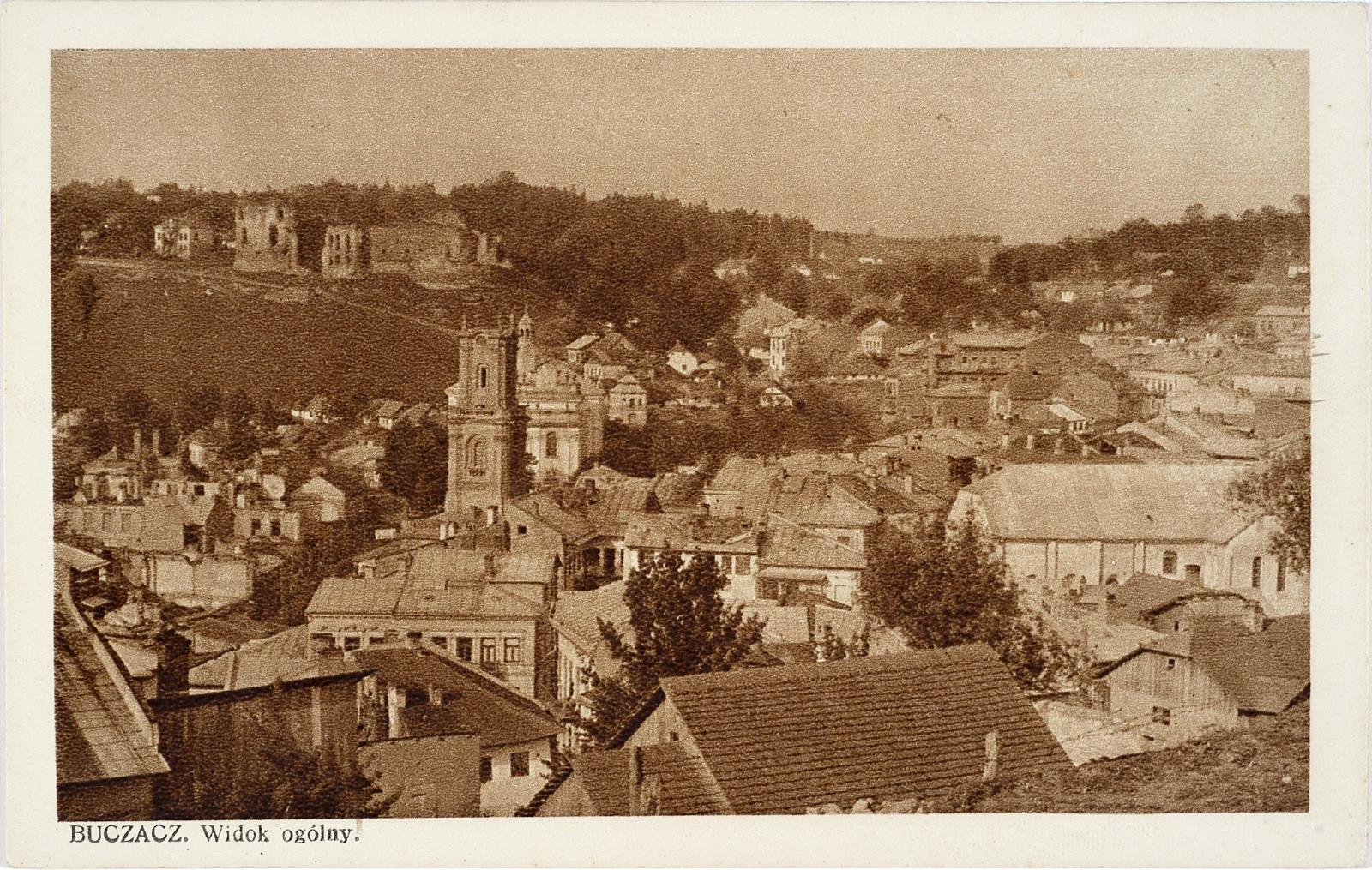
Rathaus mit Turm in Bildmitte, rechts daneben die Synagoge, im Hintergrund die Burgruine in Butschatsch

Die Große Synagoge (Jiddisch Groyse Schul) in Butschatsch, einer Stadt in der Oblast Ternopil im Westen der Ukraine, wurde 1728 errichtet.
Die Synagoge mit Rundbogenfenstern wurde im Zweiten Weltkrieg beschädigt und in der zweiten Hälfte der 1940er Jahre (anderen Quellen nach 1950) abgerissen.
Bei Bauarbeiten wurden 2019 Überreste der Synagoge, darunter ein Stein, der vermutlich zur Bima gehörte, gefunden.